# Война за таланты
Термин «Война за таланты» впервые был употреблен в книге англ. War for Talent, Harvard Business Press, 2001 ISBN 1-57851-459-2, ISBN 978-1-57851-459-5., авторы Эд Майклз, Хелен Хэндфилд-Джонс, и Бет Экселрод. Этот термин относится к конкурентной среде, формируемой компаниями, стремящимися к привлечению и удержанию талантливых работников. В книге авторы описывают не новый вид рекрутинговой работы, а новый тип мышления, который обосновывает важность наличия талантов для организации.

## Демография
Война за таланты усиливается из-за демографического сдвига (в основном в США и Западной Европе). Этот сдвиг характеризуется ростом спроса с одновременным уменьшением предложения рабочей силы. Все меньше пост-бэби-бумеров готовы заменить бэби-бумеров, уходящих на пенсию в США и Европе (чего не происходит в большинстве случаев в странах Восточной Азии, Юго-Восточной Азии, Центральной Азии, Центральной Америки, Среднего Востока.

## Важность во время экономического спада
Согласно некоторым источникам, война за таланты теряет свою важность во временa экономического спада. Хотя известны случаи «браконьерства» сильных компаний по отношению к тем компаниям, которые переживают тяжелые времена.

## Рецензии в иностранной прессе
- The War for Talent, by Ed Michaels, Helen Handfield-Jones, and Beth Axelrod, Harvard Business Press, 2001 ISBN 1-57851-459-2, ISBN 978-1-57851-459-5
- The Battle for Brainpower, The Economist, October 5, 2006
- The Global War for Talent, BBC News, 30 January 2007
- The Axeman Cometh, The Economist, November 4, 2008
- The War for Talent Placed on Hold, Hotels Magazine, March 1, 2009
- Cease Fire in the War for Talent, Chief Learning Officer, March 2009 (недоступная ссылка)